# Wilcza Góra (Trzebniów)

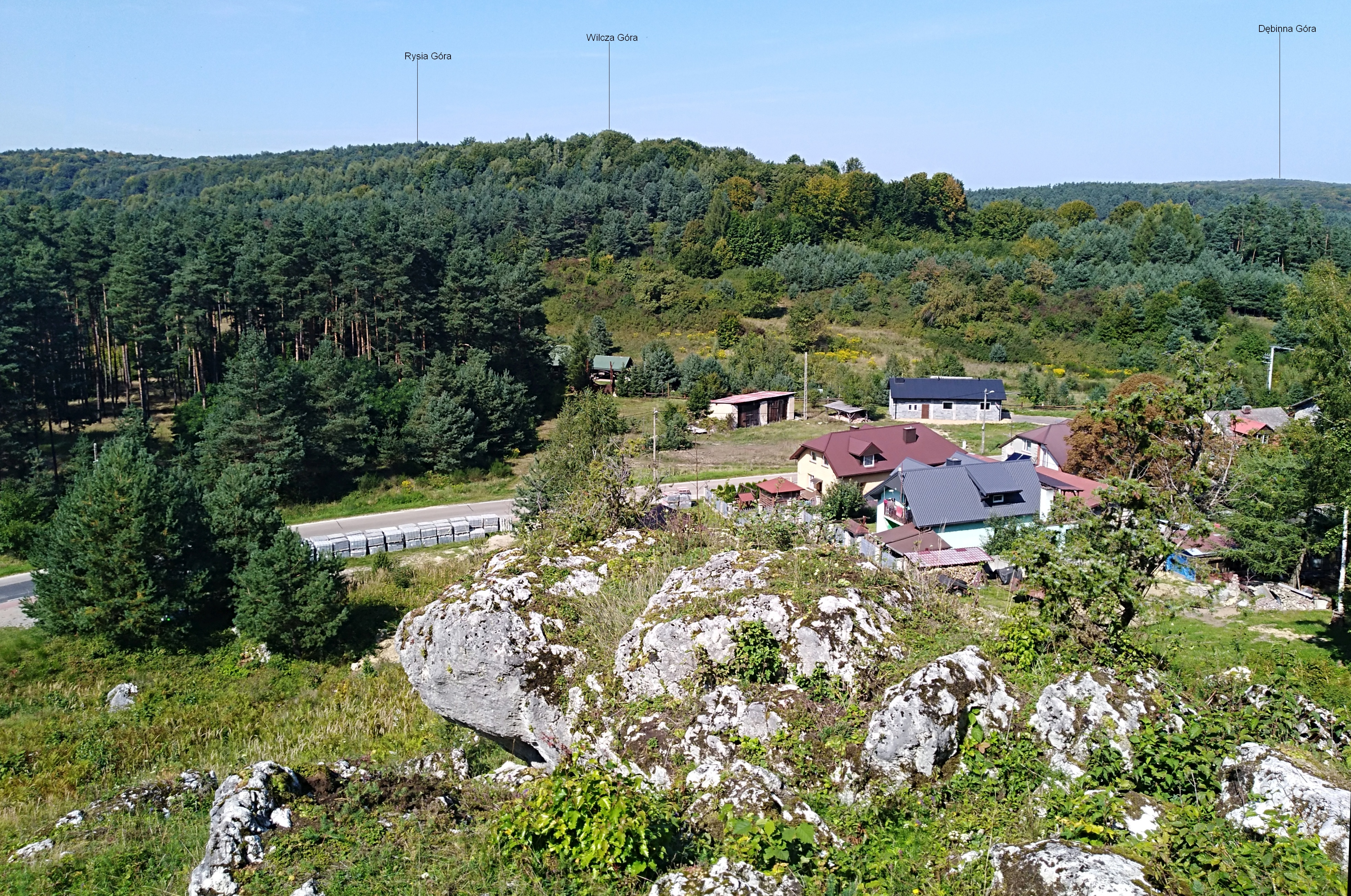
Widok spod Skał na Wzgórzu w Trzebniowie

Wilcza Góra (362 m) – wzniesienie we wsi Trzebniów w województwie śląskim, w powiecie myszkowskim, w gminie Niegowa. Pod względem geograficznym znajduje się na Wyżynie Częstochowskiej.
Wilcza Góra to porośnięte lasem wzniesienie na północnym krańcu wsi Trzebniów, wznoszące się po zachodniej stronie drogi biegnącej od Trzebniowa do Ludwinowa. Jest na nim kilka skał wapiennych, a w nich Jaskinia w Wilczej Górze i Jaskinia Witkowa. Południowe stoki Wilczej Góry opadają na przełęcz oddzielającą ją od wzniesienia Bukowie. Na przełęczy znajduje się figurka z krzyżem i przez przełęcz biegnie Siedlecka Droga, asfaltowy szlak rowerowy i pieszy Szlak Orlich Gniazd. Stoki północne i zachodnie opadają do dolinki oddzielającej ją od Rysiej Góry.